# FV 1897 Linden
Der Fußballverein 1897 Linden ist ein Sportverein im hannoverschen Stadtteil Linden-Süd. Gründungsdatum war der 2. September 1897. Ursprünglich handelte es sich um einen Rugby-Verein (Rugby lief damals ebenfalls unter der Bezeichnung "Fußball"). Wie viele Rugby-Vereine aus Hannover konnte auch 1897 Linden mehrfach den Deutschen Meistertitel erringen, zuletzt 1978. Mittlerweile besteht die Rugby-Abteilung allerdings nicht mehr. Stattdessen werden die Sportarten Tanzen, Gymnastik, Kinderturnen, Nordic Walking und American Football (Hannover Grizzlies) angeboten. Die Vereinsfarben sind Blau-Weiß-Orange.

## Erfolge (Rugby)
Deutscher Meister:
- 1932: Endspiel 6:5 gegen RG Heidelberg in Hannover
- 1937: Endspiel 32:11 gegen RG Heidelberg in Hannover
- 1940: Endspiel 19:6 gegen Eintracht Frankfurt in Hannover
- 1978: Endspiel 24:16 gegen TSV Handschuhsheim in Berlin

Deutscher Vizemeister:
- 1934: Endspiel 3:8 gegen VfR Döhren in Hannover
- 1980: Endspiel 10:16 gegen RG Heidelberg in Frankfurt/M.

Sonstiges
- 1911: Endspiel um die deutsche Meisterschaft. Da der Norddeutsche Meister zu spät ermittelt wurde, wollte der Süddeutsche Meister SC Frankfurt 1880 nicht antreten, das Endspiel wurde nicht ausgetragen.
- 1986: Zweiter Platz im Ligapokal